# OG Anunoby
Ogugua «OG» Anunoby Jr.  (Londres, 17 de julio de 1997) es un baloncestista con doble nacionalidad inglesa y estadounidense que pertenece a la plantilla de los New York Knicks de la NBA. Con 2,01 metros de estatura, juega en la posición de alero.

## Trayectoria deportiva

### Primeros años
Jugó en su etapa de secundaria en el Jefferson City High School de Jefferson City, Misuri, donde en su temporada sénior promedió 19,1 puntos y 8,6 rebotes por partido. En octubre de 2014 anunció que jugaría en su etapa universitaria en la Universidad de Indiana, eligiéndola por encima de Georgia, Iowa, George Mason y Ole Miss.

### Universidad
Jugó dos temporadas con los Hoosiers de la Universidad de Indiana, en las que promedió 6,8 puntos, 3,5 rebotes y 1 robo de balón por partido.

#### Estadísticas
| Año     | Equipo  | PJ | PT | MPP  | %TC  | %3P  | %TL  | RPP | APP | ROB  | TPP  | PPP  |
| ------- | ------- | -- | -- | ---- | ---- | ---- | ---- | --- | --- | ---- | ---- | ---- |
| 2015–16 | Indiana | 34 | 0  | 13.7 | .569 | .448 | .476 | 2.6 | .5  | .8   | .8   | 4.9  |
| 2016–17 | Indiana | 16 | 10 | 25.1 | .557 | .311 | .563 | 5.4 | 1.4 | 1.3  | 1.3  | 11.1 |
| Total   | Total   | 50 | 10 | 19.4 | .563 | .365 | .522 | 4.0 | .95 | 1.05 | 1.05 | 6.8  |

### Profesional
Fue elegido en la vigésimo tercera posición del Draft de la NBA de 2017 por los Toronto Raptors. Debutó como profesional el 19 de octubre ante Chicago Bulls, logrando 9 puntos y 3 rebotes.
En su segunda temporada con los Raptors se proclamó campeón al vencer a Golden State Warriors en la Final de la NBA (4-2).
En su tercer año consigue la titularidad, y el 1 de marzo de 2020 ante Denver Nuggets anotó 32 puntos.
En su quinta temporada con los Raptors, el 1 de noviembre de 2021 ante New York Knicks anota 36 puntos.
Tras su sexto año en Toronto, al término de la temporada regular, finalizó como líder en robos de la temporada (1,9).
Durante su séptima temporada en Toronto, el 30 de diciembre de 2023, es traspasado junto a Precious Achiuwa a New York Knicks, a cambio de Immanuel Quickley y R. J. Barrett.
Durante su segundo año con los Knicks, el 25 de noviembre de 2024 ante Denver Nuggets anota 40 puntos, el máximo de su carrera.

## Estadísticas de su carrera en la NBA
|  | Denota temporadas en la que ganó un campeonato de la NBA |
|  | Líder de la liga                                         |

### Temporada regular
| Año     | Equipo   | PJ  | PT  | MPP  | %TC  | %3P  | %TL  | RPP | APP | ROB | TPP | PPP  |
| ------- | -------- | --- | --- | ---- | ---- | ---- | ---- | --- | --- | --- | --- | ---- |
| 2017-18 | Toronto  | 74  | 62  | 20.0 | .471 | .371 | .629 | 2.5 | .7  | .7  | .2  | 5.9  |
| 2018-19 | Toronto  | 67  | 6   | 20.2 | .453 | .332 | .581 | 2.9 | .7  | .7  | .3  | 7.0  |
| 2019-20 | Toronto  | 69  | 68  | 29.9 | .505 | .390 | .706 | 5.3 | 1.6 | 1.4 | .7  | 10.6 |
| 2020-21 | Toronto  | 43  | 43  | 33.3 | .480 | .398 | .784 | 5.5 | 2.2 | 1.5 | .7  | 15.9 |
| 2021-22 | Toronto  | 48  | 48  | 36.0 | .443 | .363 | .754 | 5.5 | 2.6 | 1.5 | .5  | 17.1 |
| 2022-23 | Toronto  | 67  | 67  | 35.6 | .476 | .387 | .838 | 5.0 | 2.0 | 1.9 | .7  | 16.8 |
| 2023-24 | Toronto  | 27  | 27  | 33.3 | .489 | .374 | .717 | 3.9 | 2.6 | 1.0 | .5  | 15.1 |
| 2023-24 | New York | 23  | 23  | 34.9 | .488 | .394 | .791 | 4.4 | 1.5 | 1.7 | 1.0 | 14.1 |
| 2024-25 | New York | 74  | 74  | 36.6 | .476 | .372 | .810 | 4.8 | 2.2 | 1.5 | .9  | 18.0 |
| Total   | Total    | 492 | 418 | 30.2 | .474 | .375 | .761 | 4.4 | 1.7 | 1.3 | .6  | 12.9 |

### Playoffs
| Año   | Equipo   | PJ | PT | MPP  | %TC  | %3P  | %TL  | RPP | APP | ROB | TPP | PPP  |
| ----- | -------- | -- | -- | ---- | ---- | ---- | ---- | --- | --- | --- | --- | ---- |
| 2018  | Toronto  | 10 | 10 | 23.8 | .558 | .448 | .727 | 2.1 | .7  | .6  | .4  | 7.9  |
| 2020  | Toronto  | 11 | 11 | 35.7 | .455 | .415 | .643 | 6.9 | 1.2 | 1.0 | 1.2 | 10.5 |
| 2022  | Toronto  | 6  | 6  | 36.1 | .476 | .341 | .750 | 4.0 | 2.5 | 1.0 | .2  | 17.3 |
| 2024  | New York | 9  | 9  | 36.0 | .505 | .410 | .615 | 6.0 | 1.1 | .9  | 1.0 | 15.1 |
| 2025  | New York | 18 | 18 | 39.2 | .417 | .339 | .810 | 4.6 | 1.3 | 2.0 | 1.2 | 16.3 |
| Total | Total    | 54 | 54 | 34.8 | .460 | .373 | .738 | 4.8 | 1.3 | 1.2 | .9  | 13.5 |

## Vida personal
En 2017 dijo:

"It's definitely a goal of mine to inspire kids in Great Britain to want to play basketball and show that they can make it to the NBA from Britain."
"Mi objetivo es inspirar a los niños británicos para que quieran jugar al baloncesto y demostrarles que pueden llegar a la NBA desde Gran Bretaña."

En abril de 2023 se convirtió en propietario minoritario de los London Lions de Londres con el objetivo de impulsar el baloncesto británico.